# José Vitorino Prestes
José Vitorino Prestes (Pinhão, 25 de janeiro de 1953) é um agricultor e político brasileiro filiado ao Partido Socialista Brasileiro (PSB).
Foi prefeito do município de Pinhão, no estado do Paraná. Em 2008 foi novamente candidato, ao lado de seu vice Paulo Basilio, sendo reeleito.
Foi cassado antes de terminar seu último mandato como prefeito em 2012. No ano de 2020 foi eleito pela terceira vez.